# برونه‌خر
برونه‌خر (به هلندی: Bronneger) یک منطقهٔ مسکونی در هلند است که در بورخر-ادورن واقع شده‌است. برونه‌خر ۱۰۶ نفر جمعیت دارد.